# 布萊克斯通平原
布萊克斯通平原（英語：Blackstone Plain），是南極洲的平原，位於南桑威奇群島的桑德斯島北端，處於哈珀角以南，由英國南極名稱諮詢委員會命名，現時由英國海外領土管轄。